# Gustavo Rúa
Gustavo Rúa (Medellín, Antioquia, Colombia; 26 de agosto de 1981) es un exfutbolista colombiano. Jugaba de mediocampista.

## Clubes
| Club                 | País     | Año       |
| -------------------- | -------- | --------- |
| Envigado F. C.       | Colombia | 2004-2005 |
| Boyacá Chicó         | Colombia | 2006      |
| Patriotas Boyacá     | Colombia | 2007      |
| Leones               | Colombia | 2008-2009 |
| Real Cartagena       | Colombia | 2010      |
| Leones               | Colombia | 2010-2011 |
| Atlético Bucaramanga | Colombia | 2012-2013 |
| Uniautónoma          | Colombia | 2013      |